# Caixa Sabadell Etnival

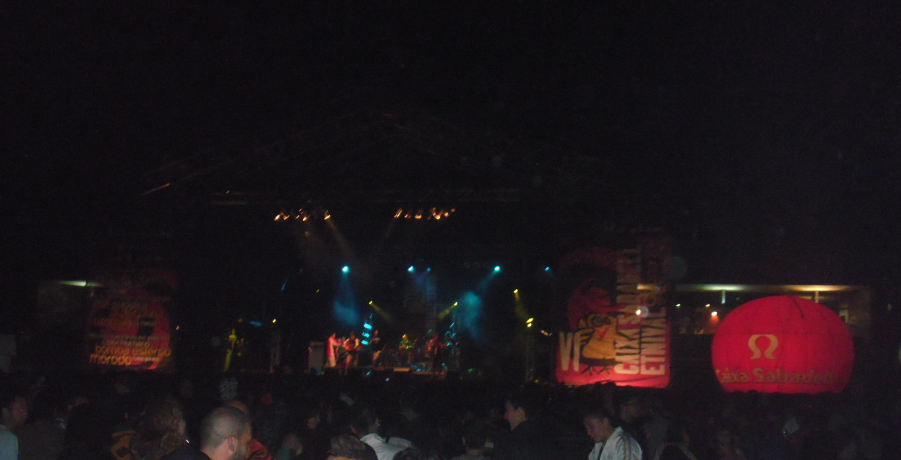
Escenari del VI Caixa Sabadell Etnival 2010.

El Caixa Sabadell Etnival (abreviat Etnival) és un festival de música que se celebrà a la ciutat de Girona anualment des de l'any 2005 fins al 2011 durant tot un cap de setmana de juny promogut per l'Obra Social de Caixa Sabadell i el suport de l'Ajuntament de Girona i la Generalitat de Catalunya. La majoria d'actuacions musicals solien ser gratuïtes al Parc de les ribes del Ter, al costat del Pavelló de Fontajau.
Entre els artistes que han passat pel festival, hom pot destacar Diego el Cigala, Pirat's Sound Sistema, La Troba Kung-Fú, Raimundo Amador, Jarabe de Palo, Amparanoia, Orishas, Macaco, La Troba Kung-Fú, Kiko Veneno o Carlinhos Brown.